# Martin Bentancourt
Martin Bentancourt, född 18 december 1979, är en svensk artist, musikproducent och programledare i Sveriges Radios radiokanal SR Metropol 93,8. 
År 2006 släppte han det egenproducerade debutalbumet Ghettofavoriter 111.1fm med singeln Första generationen svenne på Smilodon Records.
År 2008 var Martin Bentancourt huvudperson i ett i av Utbildningsradions program i TV-serien Språkresan..
Tillsammans med bland andra artisterna Promoe, Ayo, Big Fred och Melinda Wrede utgjorde Martin en del av Hiphopkollektivet, som i galan artister mot nazister i Globen den 16 januari 2001 framförde låten Glöm aldrig.
Han har arbetat med bland andra Petter, Rigo och Ayesha samt med TV-programmet Gladiatorerna.
Martin Bentancourt utsågs 2009 till mottagare av Sveriges Radios språkpris med motiveringen att han är "en röstens trollkarl som med musikalisk lekfullhet och örat mot gatan förvandlat hiphopgenerationens språk till radiokonst".